# Ernst Soudek
Ernst Soudek, född 30 september 1940, är en friidrottare från Österrike. Han deltog vid olympiska sommarspelen 1964.